# Председатель Христианско-демократического союза
Председатель Христианско-демократического союза (нем. Vorsitzender der Christlich Demokratischen Union) — высшее должностное лицо Христианско-демократического союза Германии.
Председателя Христианско-демократического союза поддерживает генеральный секретарь, которым с 2018 года является Пауль Цимиак. Кроме того, лидера поддерживают 5 заместителей: в настоящее время это Сильвия Бреер, Фолькер Буффье, Юлия Клёкнер, Йенс Шпан и Томас Штробль.
С 31 января 2022 года эту должность занимает Фридрих Мерц, до него председателем был Армин Лашет.

## Список председателей ХДС (1946 — настоящее время)
| №  | Фото | Имя                        | Начало полномочий | Окончание полномочий |
| -- | ---- | -------------------------- | ----------------- | -------------------- |
| 1  |      | Конрад Аденауэр            | 1 марта 1946      | 23 марта 1966        |
| 2  |      | Людвиг Эрхард              | 23 марта 1966     | 23 мая 1967          |
| 3  |      | Курт Георг Кизингер        | 23 мая 1967       | 5 октября 1971       |
| 4  |      | Райнер Барцель             | 5 октября 1971    | 12 июня 1973         |
| 5  |      | Гельмут Коль               | 12 июня 1973      | 7 ноября 1998        |
| 6  |      | Вольфганг Шойбле           | 7 ноября 1998     | 16 февраля 2000      |
| 7  |      | Ангела Меркель             | 10 апреля 2000    | 7 декабря 2018       |
| 8  |      | Аннегрет Крамп-Карренбауэр | 7 декабря 2018    | 22 января 2021       |
| 9  |      | Армин Лашет                | 22 января 2021    | 31 января 2022       |
| 10 |      | Фридрих Мерц               | 31 января 2022    | 31 января 2022       |